# Hocalar
Hocalar ist eine Stadt und ein Landkreis der türkischen Provinz Afyonkarahisar. Die Stadt liegt etwa 60 Kilometer südwestlich der Provinzhauptstadt Afyonkarahisar und beherbergt über ein Viertel der Landkreisbevölkerung.
Der Landkreis liegt im Westen der Provinz. Er grenzt im Norden an Sinanpaşa, im Osten an Sandıklı und im Westen an die Provinzen Denizli und Uşak. Die Stadt liegt an einer Verbindungsstraße von Sandıklı nach Banaz. Im Norden des Landkreises liegt der 1732 Meter hohe Berg Kızıl Dağı, ein Teil des Bergzugs Ahır Dağı.

Neben der Kreisstadt gliedert sich der Kreis noch in 15 Dörfer (Köy) mit durchschnittlich 418 Einwohnern. Yeşilhisar hat als einziges mehr als 1000 Einwohner (1435), weitere fünf Dörfer haben ebenfalls mehr Einwohner als der Durchschnitt.